# قایم‌موشک (مجموعه تلویزیونی)
قایم‌موشک (کره‌ای: 숨바꼭질) یک مجموعه تلویزیونی کره جنوبی سال ۲۰۱۸ با بازی لی یو-ری، سونگ چانگ-ای و اوم هیون کیونگ است. این مجموعه از ۲۵ اوت تا ۱۷ نوامبر ۲۰۱۸، شنبه‌ها ساعت ۲۰:۴۵ تا ۲۳:۱۰ (کی‌اس‌تی) از ام‌بی‌سی برای ۴ قسمت در هر روز پخش شد.

## بازیگران

### اصلی
- لی یو-ری در نقش مین چه رین[۳]
  - جو یه رین در نقش جوانی چه رین
- سونگ چانگ-ای در نقش چا اون هیوک[۳]
  - چوی سونگ هون در نقش جوانی اون هیوک
- اوم هیون کیونگ در نقش ها یون جو / مین سو آه[۴]
  - شین رین آه در نقش جوانی سو آه